# Arthena Maxx

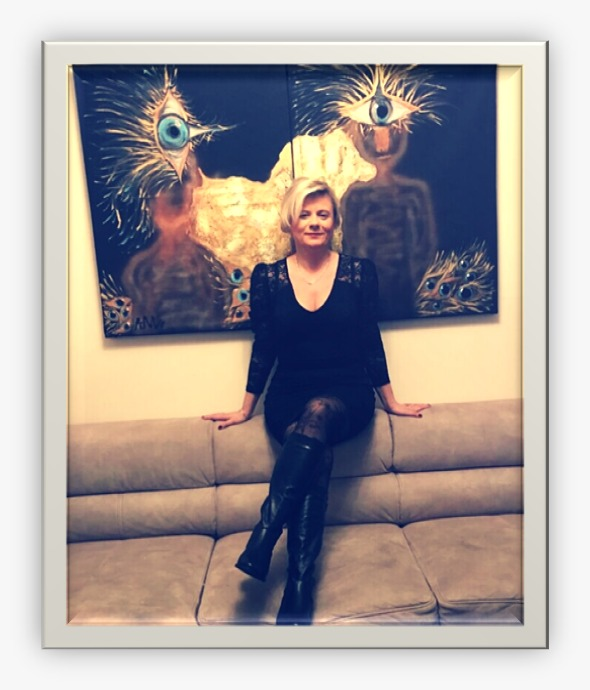
Arthena Maxx (Michaela Lukmann)

Arthena Maxx (Eigenschreibweise in Versalien, bürgerlich Michaela Lukmann; * 1969 in Bärnbach) ist eine österreichische Künstlerin.

## Leben
Michaela Lukmann wuchs in Köflach in der Weststeiermark auf. Nach dem Absolvieren einer technischen Ausbildung an der BULME in Gösting bei Graz und Zusatzausbildungen im Bereich Financial Engineering sowie eines Universitätslehrgangs im Bereich Immobilienmanagement arbeitete sie als Business Incubator.
Seit 2013 ist Lukmann als freischaffende Künstlerin tätig. Sie hat drei Töchter.
Bei der Auktion-Benefizveranstaltung im Dorotheum 2018 wurde Arthena Maxx unter die besten 70 Künstler Österreichs gereiht. Seit 2019 betreibt sie in Voitsberg eine eigene Galerie.
In den letzten Jahren wurden Lukmanns Arbeiten im Rahmen mehrerer internationaler Ausstellungen und Kunstmessen u. a. in der Schweiz (Swiss Expo Zürich 2019, 2020 sowie 2021), in den USA (Art Miami 2019, Art Miami Basel 2022), in Spanien (Art Barcelona 2021 und Arte de Mallorca 2022) sowie in China (Art Bejing 2019 und Pashmin Art 2021), Italien (Biennale Venedig 2022, 2024 sowie Arte Rom, Arte Mailand, Arte Firenze) und Deutschland (Art Munich 2022, 2025) gezeigt.
Lukmann ist Mitglied des Steiermärkischen Kunstvereins, des Kunsthaus Zug, des Grazer Kunstvereins, des BVBK Steiermark, Salzburgerkunstverein, Plattform Schmuckkunst und Begründerin der Plattform Mikizzaner & Mikizzanerwerkstätte in Voitsberg.
Der internationale Durchbruch gelang ihr infolge eines Interviews für das Kunstmagazin Aesthetica. In der digitalen Kunstdatenbank Artfacts wurde Lukmann 2025 unter den Top 20.000 Künstler weltweit gerankt.
Sie ist die Begründerin der Kunstform „WOMENISMUS by MIKIZZANER“ mit einem eigenen „Museum für Frauenkunst“ in der Steiermark und verfolgt das Ziel, durch die Definition des dreieckigen Keilrahmen als Symbol der Frauenkunst, dem „Womenismus“ eine eigene Bühne und kunsthistorische Bedeutung zu geben.

## Künstlername
Lukmann wählte ihren Künstlernamen, um ihrer Hingabe zur Kunst Ausdruck zu verleihen: Während „Arthena“ ihr künstlerische Seele symbolisiere, stehe „Maxx“ für die maximale Hingabe zur Kunst.

## Stil
Lukmann ist Autodidaktin. Ihr Stil ist zwar dem phantastischen Realismus zuzuordnen, er geht durch seine Materialität aber darüber hinaus: Lukmann malt auf unterschiedlichen Untergründen, nicht nur auf Leinwand, sondern auch auf Textilien wie auf Kleidungsstücke und auf Wandteppiche, und kombiniert dabei Materialien wie Blattgold, Blattsilber, Swarovski-Kristalle, Acrylfarben mit verschiedenen Maltechniken. Airbrush, auf Leinwand Acrylmalerei oder Spachteltechnik sind nur drei Beispiele für das künstlerische Repertoire Lukmanns.
Inhaltlich widmet sich Lukmann in ihrem Schaffen einem breiten Feld an Themen: das menschliche Auge bzw. Teile davon stellen wiederkehrende Motive dar. Seit 2013 hat Arthena Maxx 62 Werkzyklen bestehend aus rund 1830 Kunstwerken geschaffen.